# Ysyk-Kol Karakoł
Ysyk-Kol Karakoł (kirg. Футбол клубу «Ысык-Көл» Каракол) – kirgiski klub piłkarski, mający siedzibę w mieście Karakoł, na wschodzie kraju.

## Historia
Chronologia nazw:
- 2000: FC-95 Biszkek (ros. «ФЦ-95» Бишкек)
- 2013: Ysyk-Kol Karakoł (ros. «Ысык-Көл» Каракол)

Piłkarski klub FC-95 został założony w miejscowości Biszkek w roku 2000 przez Federacji Futbolu Kirgiskiej Republiki (FFKR) dla przygotowania juniorów dla reprezentacji Kirgistanu U-17. W podstawowym składzie drużyny grali zawodnicy rocznika 1995. W 2011 zespół startował w rozgrywkach Pucharu Kirgistanu, gdzie dotarł do 1/32 finału. W 2012 klub zgłosił się do rozgrywek Wyższej Ligi, w której zajął ostatnie miejsce. W 2013 w celu popularyzacji piłki nożnej w regionach został przeniesiony do Karakołu i zmienił nazwę na Ysyk-Kol Karakoł. Sezon zakończył na przedostatniej 7.pozycji. Jednak w 2014 klub nie zgłosił się do rozgrywek.

## Sukcesy

### Trofea międzynarodowe
Nie uczestniczył w rozgrywkach azjatyckich (stan na 31-12-2015).

### Trofea krajowe
| \| \| Zdobyte trofea w rozgrywkach Kirgistanu (stan na: 31-12-2015) \| |                                                               |      |          |
| Rozgrywki                                                              | Osiągnięcie                                                   | Razy | Sezon(y) |
| Mistrzostwo                                                            | I miejsce                                                     | 0    |          |
| Mistrzostwo                                                            | II miejsce                                                    | 0    |          |
| Mistrzostwo                                                            | III miejsce                                                   | 0    |          |
| Mistrzostwo                                                            | 7.miejsce                                                     | 1    | 2013     |
| Puchar                                                                 | zdobywca                                                      | 0    |          |
| Puchar                                                                 | finalista                                                     | 0    |          |
| Puchar                                                                 | 1/8 finału                                                    | 1    | 2012     |
| II liga                                                                | I miejsce                                                     | ?    |          |
| II liga                                                                | II miejsce                                                    | ?    |          |
| II liga                                                                | III miejsce                                                   | ?    |          |
| Kirgistan                                                              | Zdobyte trofea w rozgrywkach Kirgistanu (stan na: 31-12-2015) |      |          |

## Stadion
Klub rozgrywa swoje mecze domowe na stadionie Futbolnyj Centr FFKR w Biszkeku, który może pomieścić 1000 widzów.

## Inne
- FK Karakoł
- Koł-Tor Karakoł